# Santa Fe Freight Depot

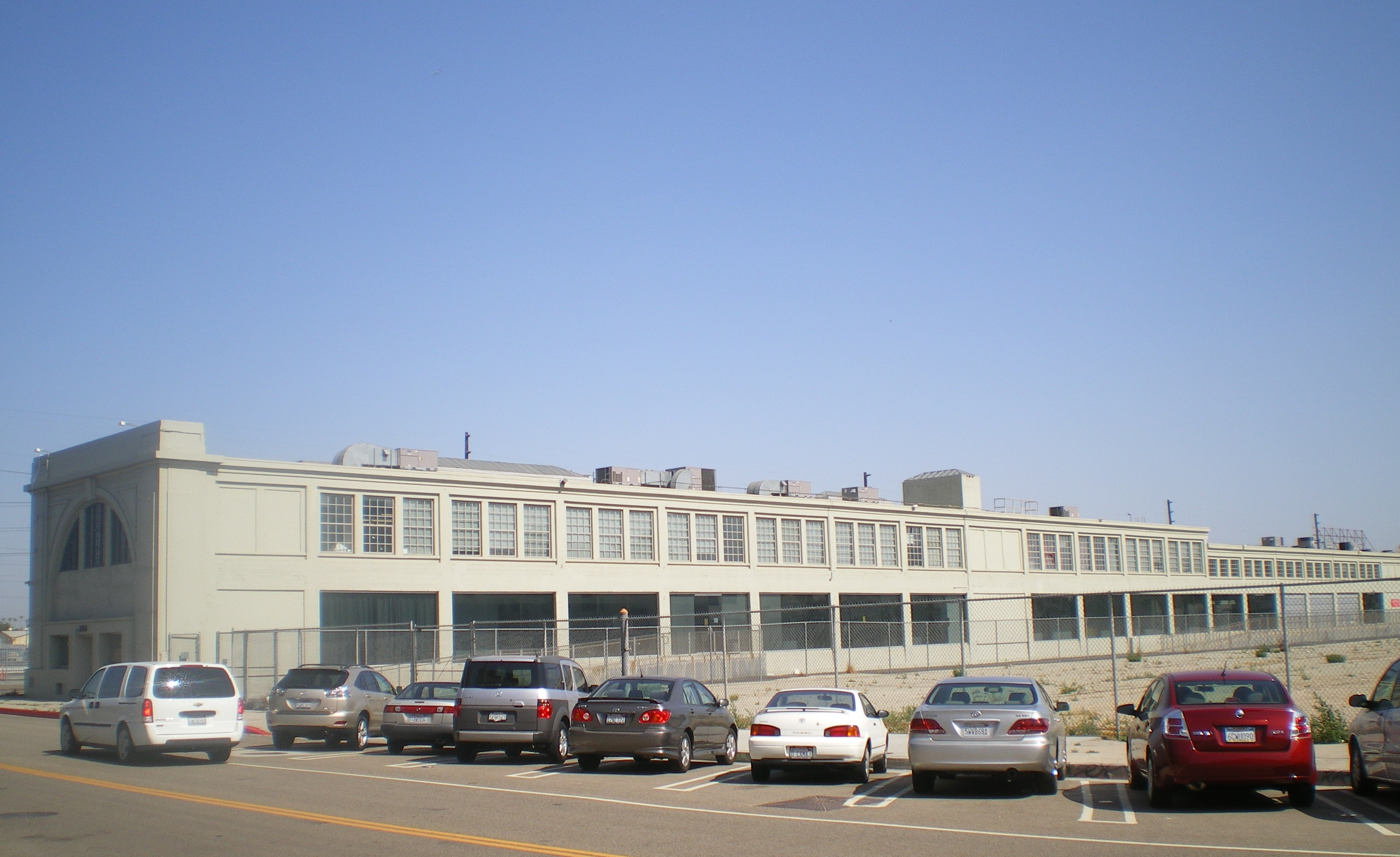
Santa Fe Freight Depot, 2008

Das Santa Fe Freight Depot ist ein rund vierhundert Meter langes Gebäude im Industriegebiet östlich der Downtown Los Angeles im inzwischen so genannten Arts District. Das Southern California Institute of Architecture ließ das leerstehende Bauwerk im Jahr 2000 zum Campus umwandeln. Dies trug zur Wiederbelebung eines Stadtviertels bei, das als eine schmutzige Ecke von Downtown galt. Das Gebäude ist mit einer Länge von 1250 Fuß (rund 381 m) etwas länger als das Empire State Building hoch ist. Es wurde am 3. Januar 2006 ins National Register of Historic Places eingetragen.

## Nutzung als Güterbahnhof
Das 1907 erbaute Bauwerk wurde von Harrison Albright entworfen, einem Pionier bei der Nutzung von Stahlbeton und diente als Güterbahnhof. Die Santa Fe Coast Railway sicherte sich das Grundstück am Los Angeles River und gab etwa 300.000 US-Dollar (1907; inflationsbereinigt 10.333.218 US-Dollar) aus, um das riesige Betongebäude zu errichten. Das Depot war dazu bestimmt, ein Frachtzentrum zu ersetzen, das bis auf die Grundmauern abgebrannt war. Durch seine Größe wurde das lange, schmale Stahlbetongebäude zu einer örtlichen Landmarke. Das Gebäude hat 120 Joche, die auf beiden Seiten eine Öffnung haben, wodurch die Entladung von Güterwaggons auf der einen Seite und die Beladung von Lastwagen auf der gegenüberliegenden Seite möglich war.

## Umbau zum Campus der SCI-Arc

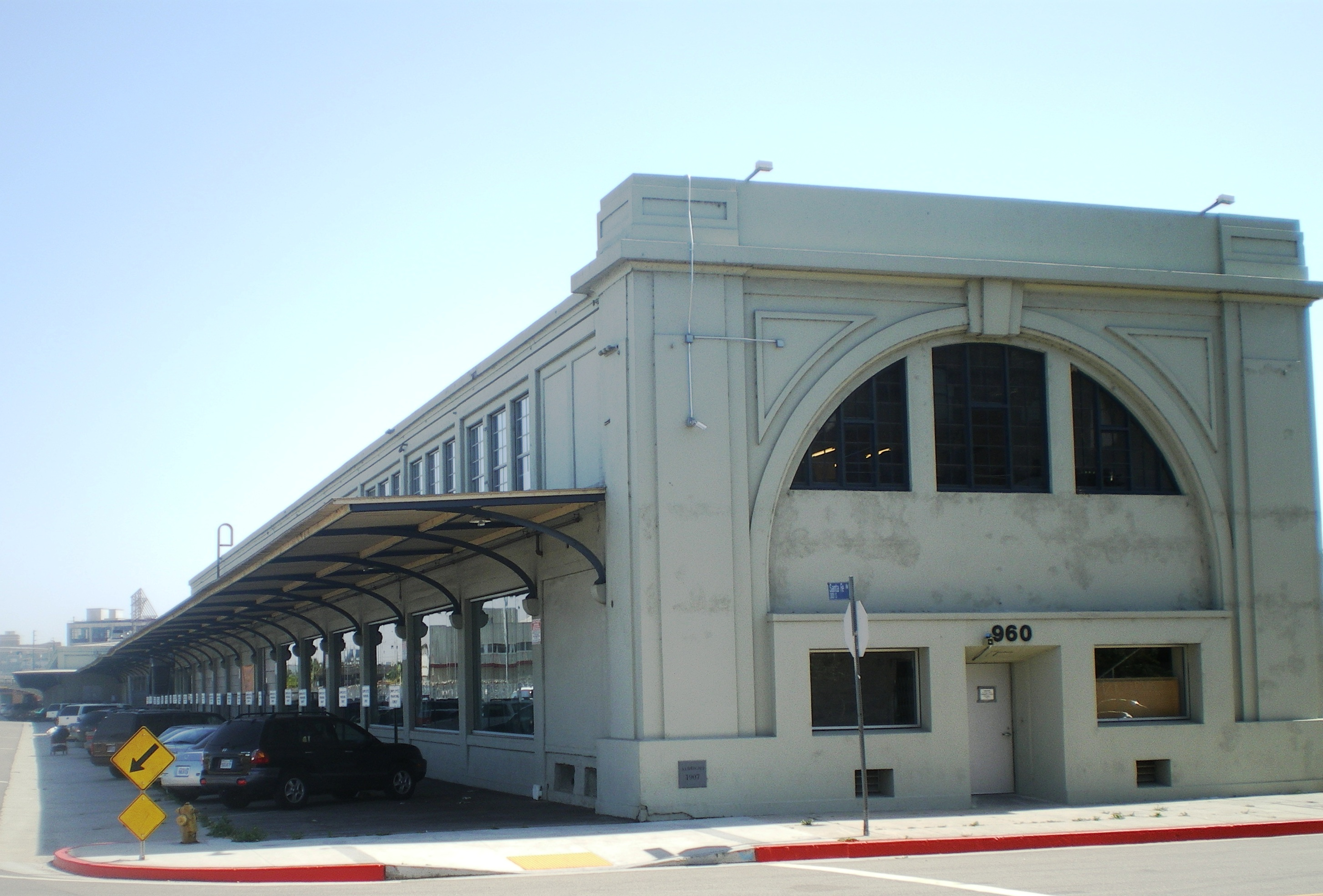
Blick von Norden

In den 1990er Jahren wurde das Depot nicht mehr genutzt. Das Gebäude war über und über von Graffiti bedeckt und die Innenausstattung war bis auf den nackten Beton entfernt, sodass im Innern ein einziger leerer Raum mit einer Länge von rund drei Fußballplätzen existierte.  Im Jahr 2000 schloss das Southern California Institute of Architecture, kurz SCI-Arc, einen Mietvertrag für das Anwesen ab und beabsichtigte, seinen Campus hierher zu verlegen. In den nächsten beiden Jahren ließ SCI-Arc das Gebäude renovieren und umbauen, aus der Industriebrache wurde eine 5675 m² große Hochschule nach dem neuesten Stand der Architektur. Der Plan für die Renovierung stammte von dem SCI-Arc-Absolventen und Fakultätsmitglied Gary Paige, der das Gebäude als ein gefundenes Objekt – eines mit sechs Meter hohen Decken und einem ausgedehnten Blick auf die Skyline Downtowns beschrieb. Ein Kritiker merkte an, dass  die Zeit großzügig [mit dem Gebäude] umgegangen ist, ihm eine Patina-Interieuroberfläche gab, die den Charakterlinien eines weisen Gesichtes gleicht. Das Problem lag in der Typologie: Mit einer Länge wie das Empire State Building hoch ist, war das Shotgun Building unaufhörlich linear, da nur ein Einschnitt die Monotonie seine Länge von einer Viertelmeile unterbricht. Ein anderer Kritiker schrieb:

„Das rekombinante Gebäude ist ein Lehrstück des Ingenieurwesens und der Architektur. Dreißigtausend Quadratfuß Studios und Seminarräume, ein Workshop, Hausaufgabenecken und eine Brücke zur Bibliothek wurden geschichtet, ausladend und gespannt um einen offenen, freizügigen, flexiblen Raum zu schaffen. Es scheint, dass innerhalb dieser Wände alles geschehen kann. Wer ein Studio durch seinen Eingang (der keine Tür hat) betritt, steht an einer Stelle die mehr einer Bühne gleicht, mit Ausblick durch ein Proszenium, das von neuen Stahlpfosten und Trägern eingerahmt wird, die parallel und im Tandem mit den alten Betonsäulen und Balkenträgern stehen.“

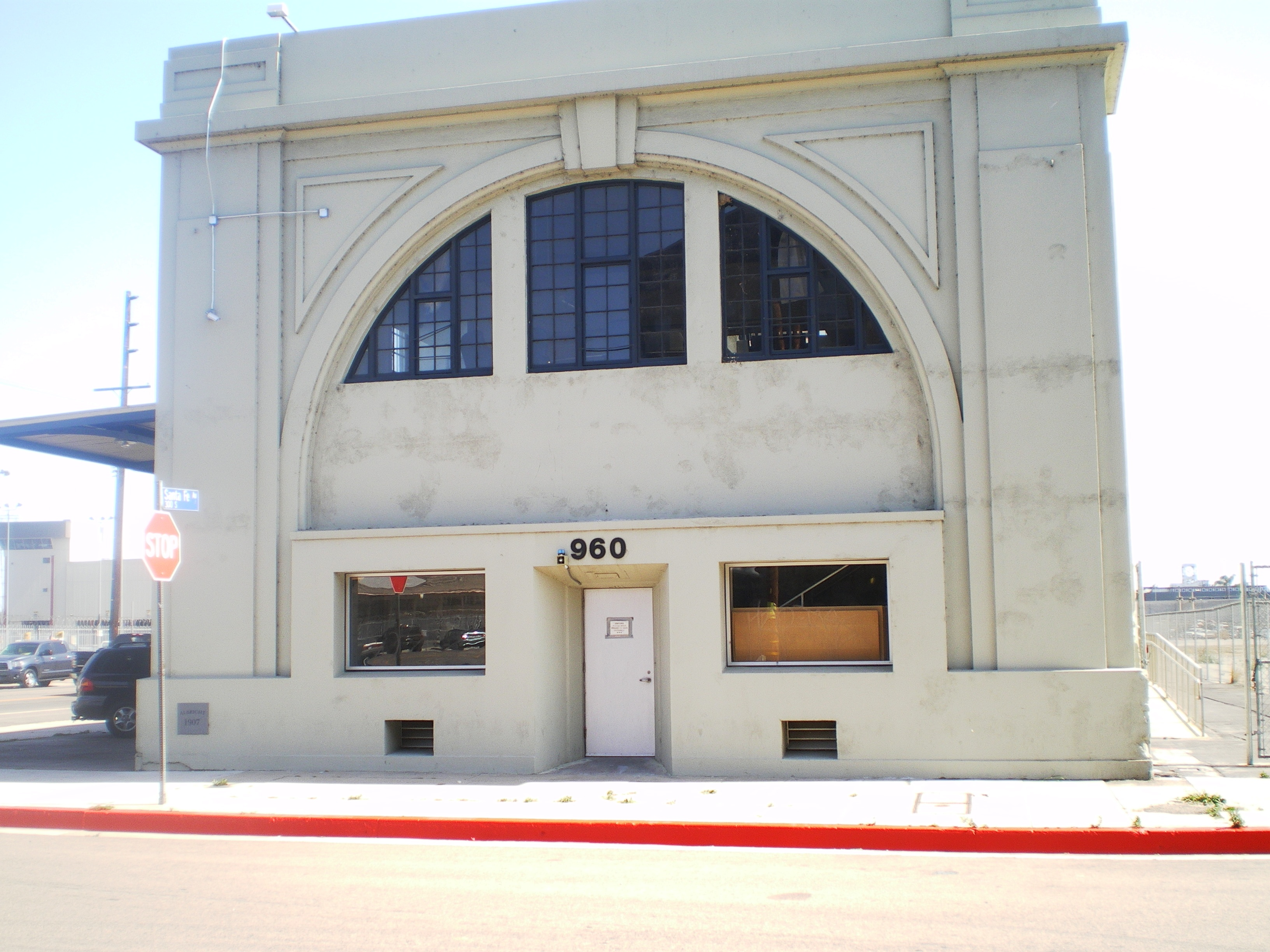
Nordseite des Gebäudes

Vor der Eröffnung des SCI-Arc-Campus galt die Umgebung um das Deport als heruntergekommene Ecke der Downtown. Die Fertigstellung und Anwesenheit SCI-Arcs hat ihren Beitrag zur Wiederbelebung des Stadtviertels geleistet. Damit verbunden ist auch ein Anstieg des Gebäudewertes, wodurch ein Rechtsstreit ausgelöst wurde, der im Juni 2005 mit der Entscheidung endete, dass SCI-Arc kein Vorkaufsrecht auf das Gebäude und das umgebende Grundstück hat. Ein Bauunternehmer kaufte das ungenutzte Land westlich des Areals und gab im Jahr 2004 Pläne bekannt, ein Paar Wolkenkratzer mit jeweils vierzig Stockwerken zu errichten, jedes mit 384 Luxusapartments.